# Челанга, Джошуа
Джошуа Челанга — кенийский бегун на длинные дистанции.
Первого международного успеха добился в 1997 году, когда стал чемпионом мира по кроссу в командном первенстве. На чемпионате мира по полумарафону 1997 года занял 26-е место. 2 года спустя вновь выигрывает мировое первенство по кроссу в команде, а в личном первенстве занимает 4-е место. В 2001 году дебютировал на марафонской дистанции, на марафоне в Бостоне занял 3-е место с результатом 2:10.29. Серебряный призёр в марафоне на играх Содружества 2002 года. В 2004 году занял 3-е место на Берлинском марафоне с личным рекордом 2:07.05.

## Достижения
- Победитель Сеульского марафона JoongAng 2007 года — 2:08.14
- Победитель Роттердамского марафона 2007 года — 2:08.21